# Tallman (Oregon)
Tallman (korábban Lebanon Junction) az Amerikai Egyesült Államok északnyugati részén, Oregon állam Linn megyéjében elhelyezkedő kísértetváros.
Névadója James Tallman telepes. Postahivatala 1886 és 1923 között működött.
Egykor itt volt a Red Electric vasútvonal egy megállója.

## Fordítás
- Ez a szócikk részben vagy egészben  a   Tallman, Oregon című angol Wikipédia-szócikk ezen változatának fordításán alapul.  Az eredeti cikk szerkesztőit annak laptörténete sorolja fel. Ez a jelzés csupán a megfogalmazás eredetét és a szerzői jogokat jelzi, nem szolgál a cikkben szereplő információk forrásmegjelöléseként.